# Belleville (metropolitana di Parigi)
Belleville è una stazione delle linee 2 e 11 della metropolitana di Parigi.
Prende il nome da un comune che fu poi annesso a Parigi nel 1860.
La stazione si trova in un punto in cui si incontrano quattro arrondissement (X, XI, XIX, XX).
Nel 2013 è risultata essere la quindicesima stazione della rete metropolitana di Parigi in termini di frequentazione, con 11 558 246 accessi diretti.
In relazione al costruendo prolungamento verso est della linea 11, un accesso secondario verso rue de la Présentation è in costruzione (al 2018).

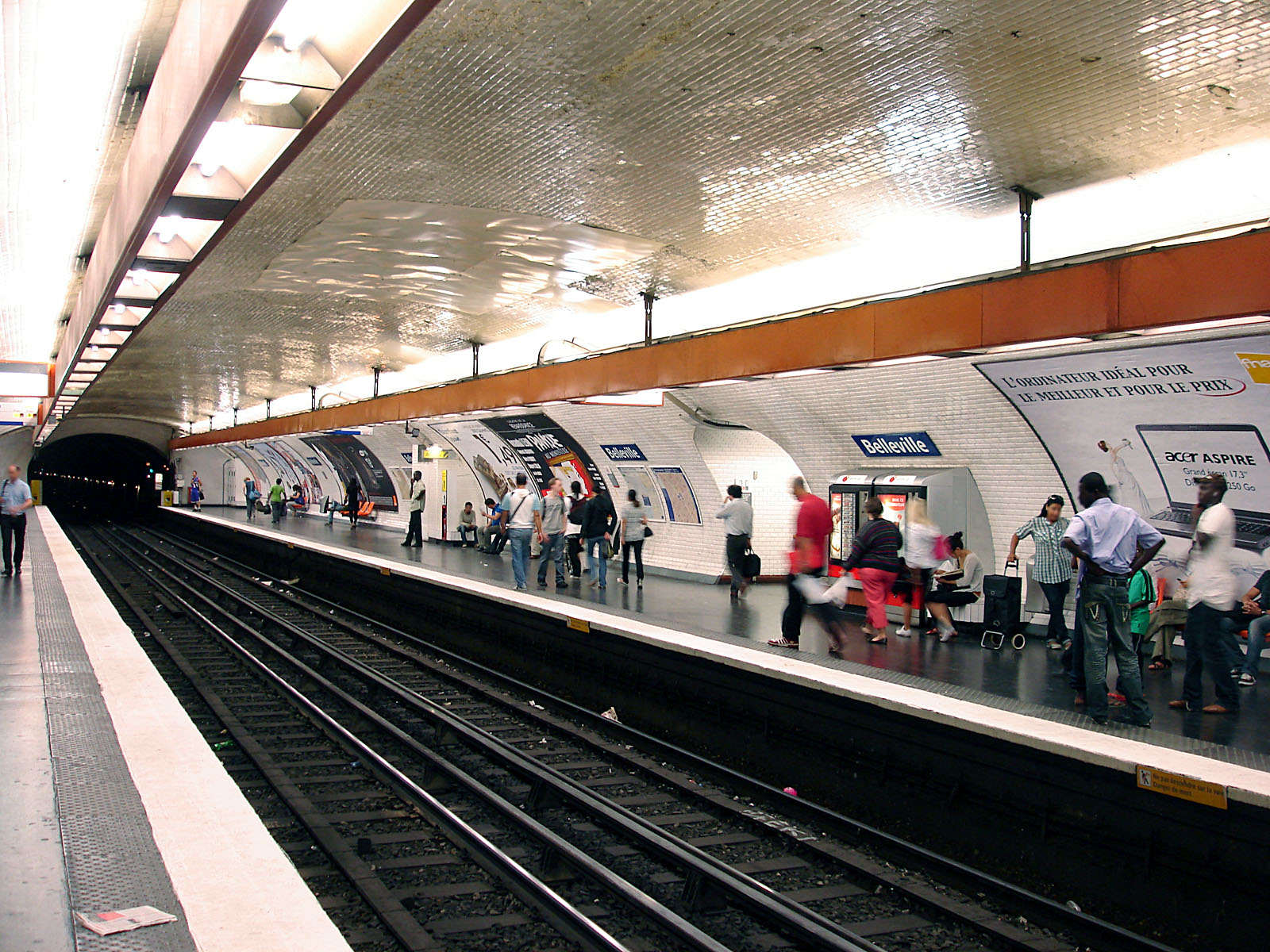
Banchina della linea 2
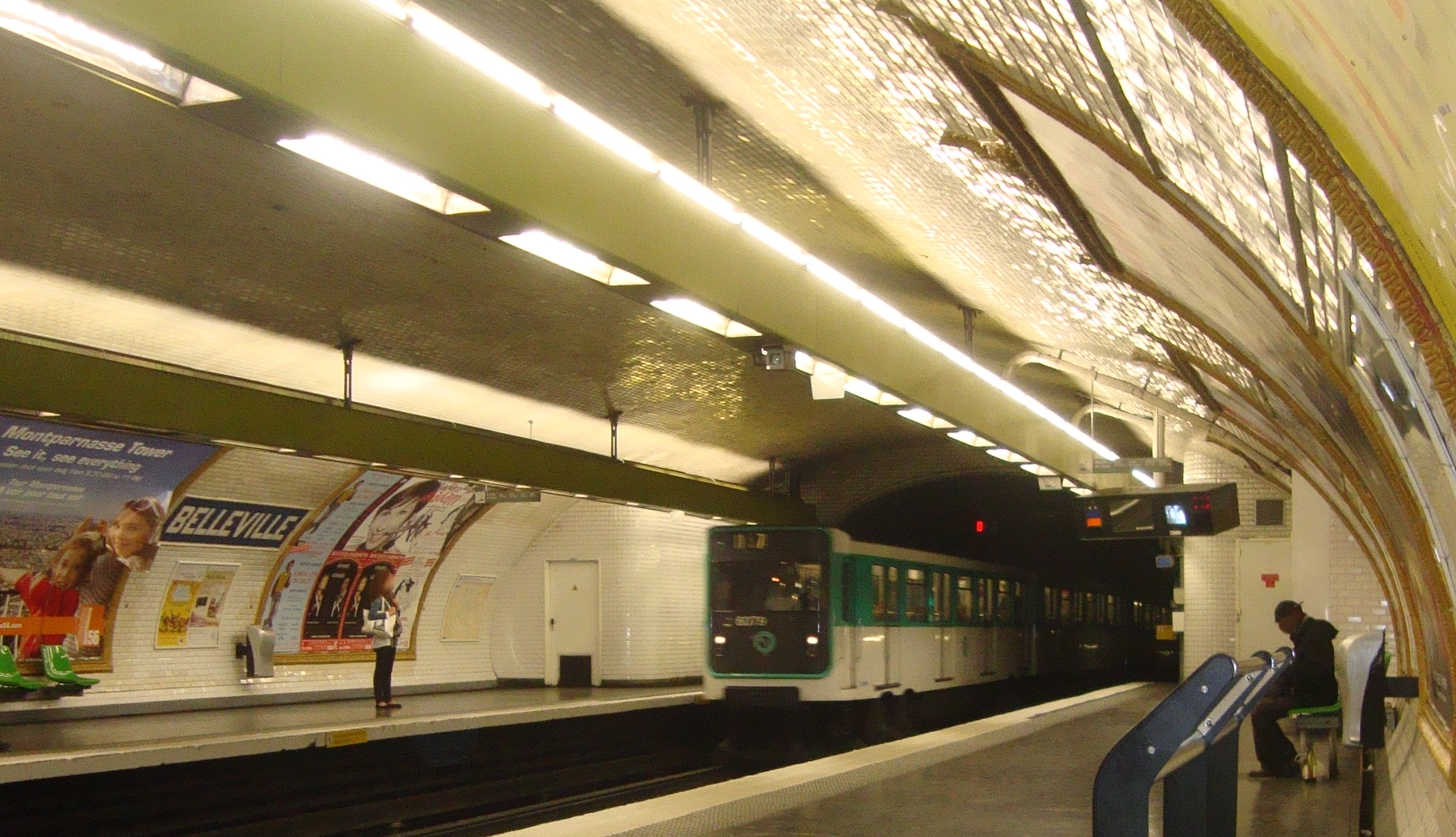
Banchina della linea 11